# Chilei női labdarúgó-válogatott
A chilei női labdarúgó-válogatott képviseli Chilét a nemzetközi női labdarúgó eseményeken. A csapatot a chilei labdarúgó-szövetség szervezi és irányítja. A chilei női-válogatott szövetségi kapitánya Marta Tejedor.
A chilei női nemzeti csapat még egyszer sem kvalifikálta magát világbajnokságra, és az olimpiai játékokra. 1991 óta megrendezésre kerülő Sudamericano Femenino kontinens-bajnokságon minden alkalommal részt vett.

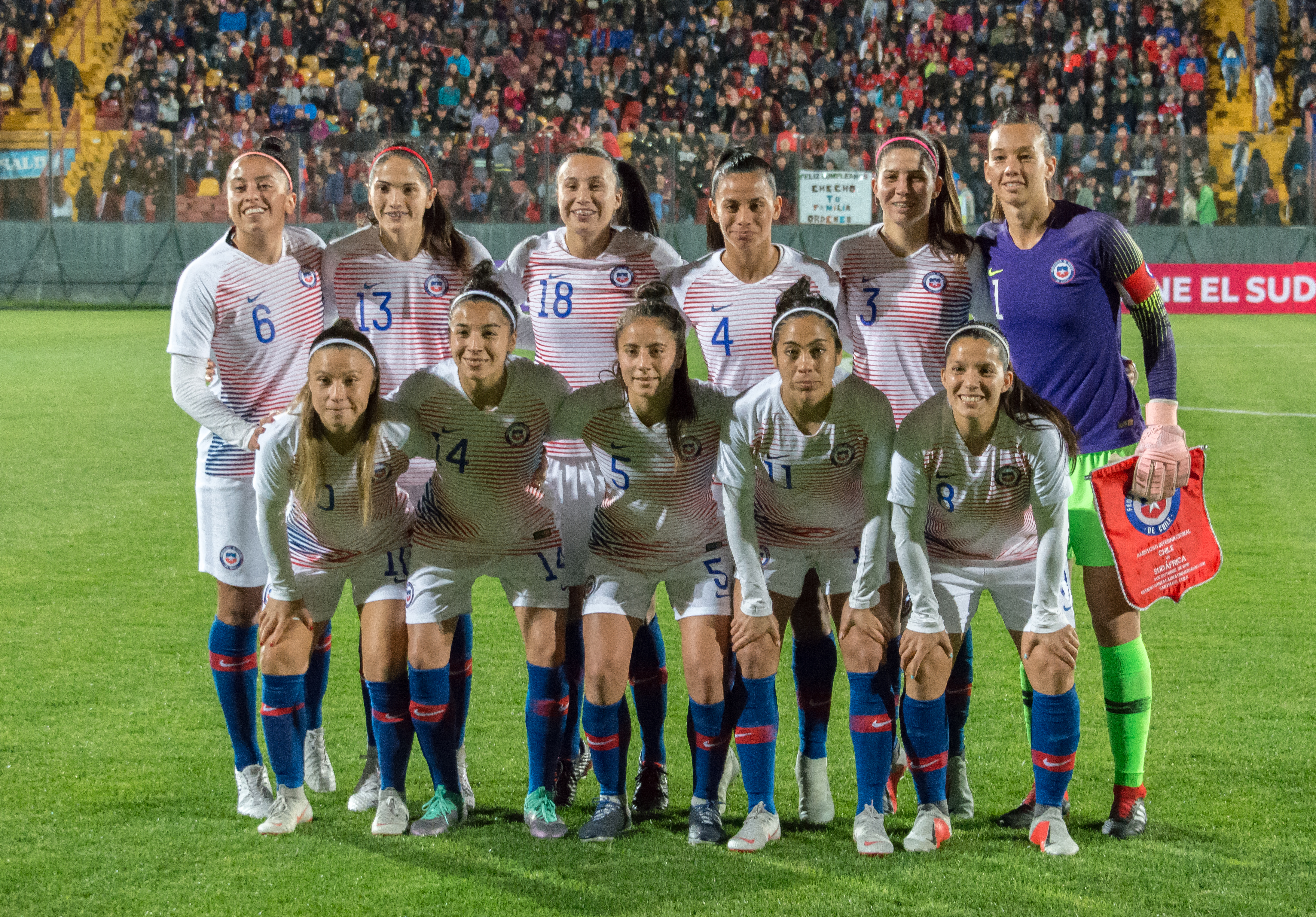
A válogatott 2018-ban, Dél-afrika elleni barátságos találkozón.

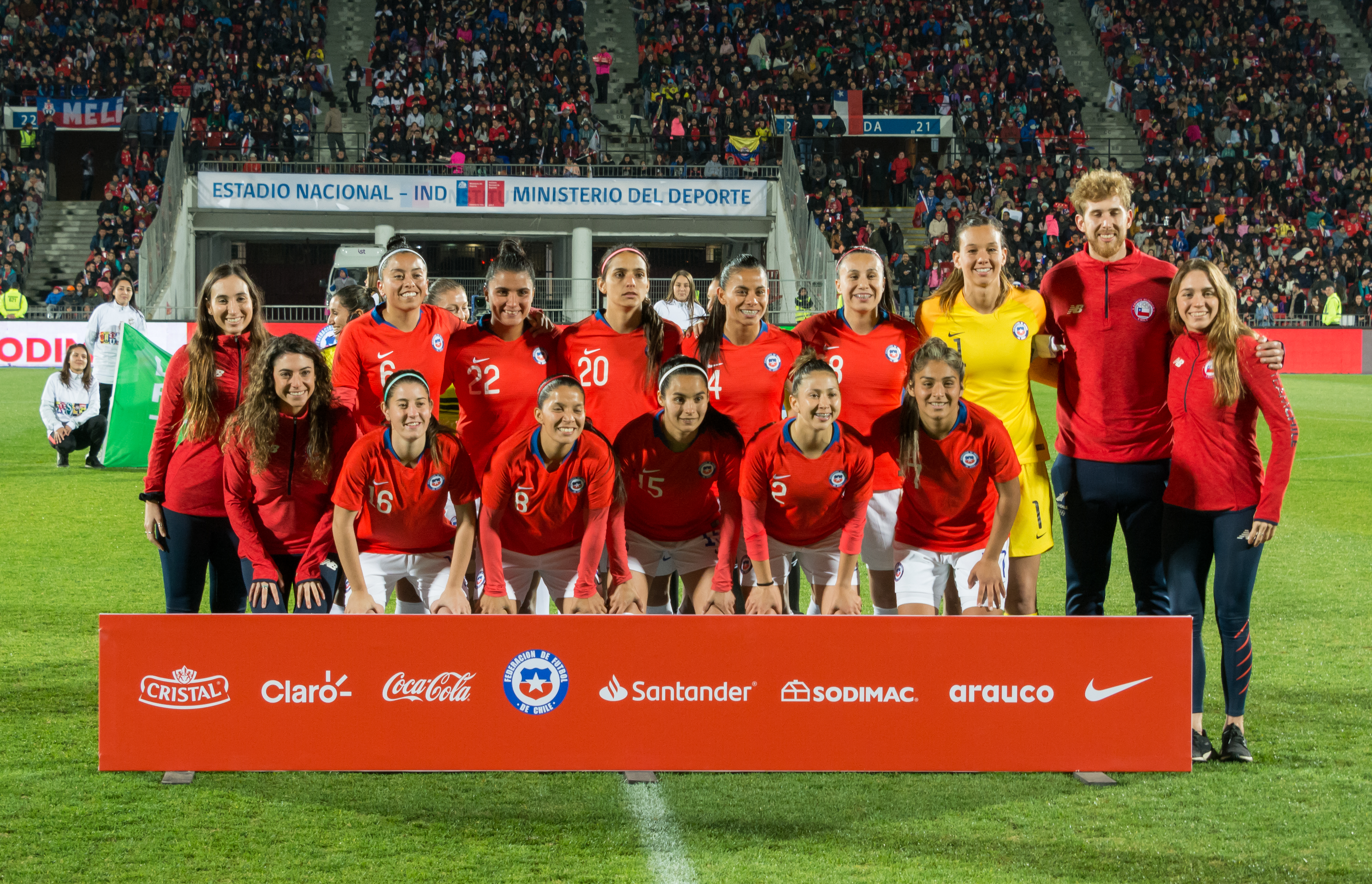
Kolumbia ellen 2019-ben, az 1-1-re végződött barátságos mérkőzésen.
Felső sor, balról: Claudia Soto, María José Urrutia, Daniela Zamora, Francisca Lara, Camila Sáez, Christiane Endler.
Alsó sor, balról: Rosario Balmaceda, Karen Araya, Su Helen Galaz, Rocío Soto, Javiera Toro.

## Nemzetközi eredmények

### Világbajnoki szereplés
| Év       | Helyszín         | Eredmény      | Hely | M | Gy | D | V | Rg | Kg | Gk | P |
| -------- | ---------------- | ------------- | ---- | - | -- | - | - | -- | -- | -- | - |
| 1991     | Kína             | nem jutott be | –    | – | –  | – | – | –  | –  | –  | – |
| 1995     | Svédország       | nem jutott be | –    | – | –  | – | – | –  | –  | –  | – |
| 1999     | Egyesült Államok | nem jutott be | –    | – | –  | – | – | –  | –  | –  | – |
| 2003     | Egyesült Államok | nem jutott be | –    | – | –  | – | – | –  | –  | –  | – |
| 2007     | Kína             | nem jutott be | –    | – | –  | – | – | –  | –  | –  | – |
| 2011     | Németország      | nem jutott be | –    | – | –  | – | – | –  | –  | –  | – |
| 2015     | Kanada           |               |      |   |    |   |   |    |    |    |   |
| Összesen | Összesen         | 0 / 6         |      | – | –  | – | – | –  | –  | –  | – |

### Sudamericano Femenino-szereplés
| Év       | Helyszín  | Eredmény   | Hely | M  | Gy | D | V  | Rg | Kg | Gk  | P  |
| -------- | --------- | ---------- | ---- | -- | -- | - | -- | -- | -- | --- | -- |
| 1991     | Brazília  | ezüstérmes | 2.   | 2  | 1  | 0 | 1  | 2  | 6  | -4  | 3  |
| 1995     | Brazília  | bronzérmes | 3.   | 4  | 1  | 1 | 2  | 14 | 9  | 5   | 4  |
| 1998     | Argentína | csoportkör | –    | 4  | 1  | 0 | 3  | 6  | 13 | -7  | 3  |
| 2003     | Peru      | csoportkör | –    | 2  | 0  | 0 | 2  | 2  | 9  | -7  | 0  |
| 2006     | Argentína | csoportkör | –    | 4  | 1  | 0 | 3  | 5  | 13 | -8  | 3  |
| 2010     | Kolumbia  | bronzérmes | 3.   | 7  | 3  | 2 | 2  | 11 | 8  | 3   | 11 |
| Összesen | Összesen  | 6 / 6      |      | 23 | 7  | 3 | 13 | 40 | 58 | -18 | 24 |

### Olimpiai szereplés
| Év       | Helyszín       | Eredmény      | Hely | M | Gy | D | V | Rg | Kg | Gk | P |
| -------- | -------------- | ------------- | ---- | - | -- | - | - | -- | -- | -- | - |
| 1996     | Atlanta        | nem jutott be | –    | – | –  | – | – | –  | –  | –  | – |
| 2000     | Sydney         | nem jutott be | –    | – | –  | – | – | –  | –  | –  | – |
| 2004     | Athén          | nem jutott be | –    | – | –  | – | – | –  | –  | –  | – |
| 2008     | Peking         | nem jutott be | –    | – | –  | – | – | –  | –  | –  | – |
| 2012     | London         | nem jutott be | –    | – | –  | – | – | –  | –  | –  | – |
| 2016     | Rio de Janeiro | nem jutott be | –    | – | –  | – | – | –  | –  | –  | – |
| 2020     | Tokió          | csoportkör    | 11.  | 3 | 0  | 0 | 3 | 1  | 5  | −4 | 0 |
| 2024     | Párizs         | nem jutott be | –    | – | –  | – | – | –  | –  | –  | – |
| Összesen | Összesen       | 1 / 7         |      | – | –  | – | – | –  | –  | –  | – |

### Török-kupa
- 2020 – Aranyérmes

## Lásd még
- Chilei labdarúgó-válogatott